# Triteleia laxa
Triteleia laxa är en sparrisväxtart som beskrevs av George Bentham. Triteleia laxa ingår i släktet Triteleia och familjen sparrisväxter.
Artens utbredningsområde är Kalifornien. Inga underarter finns listade i Catalogue of Life.

## Bildgalleri

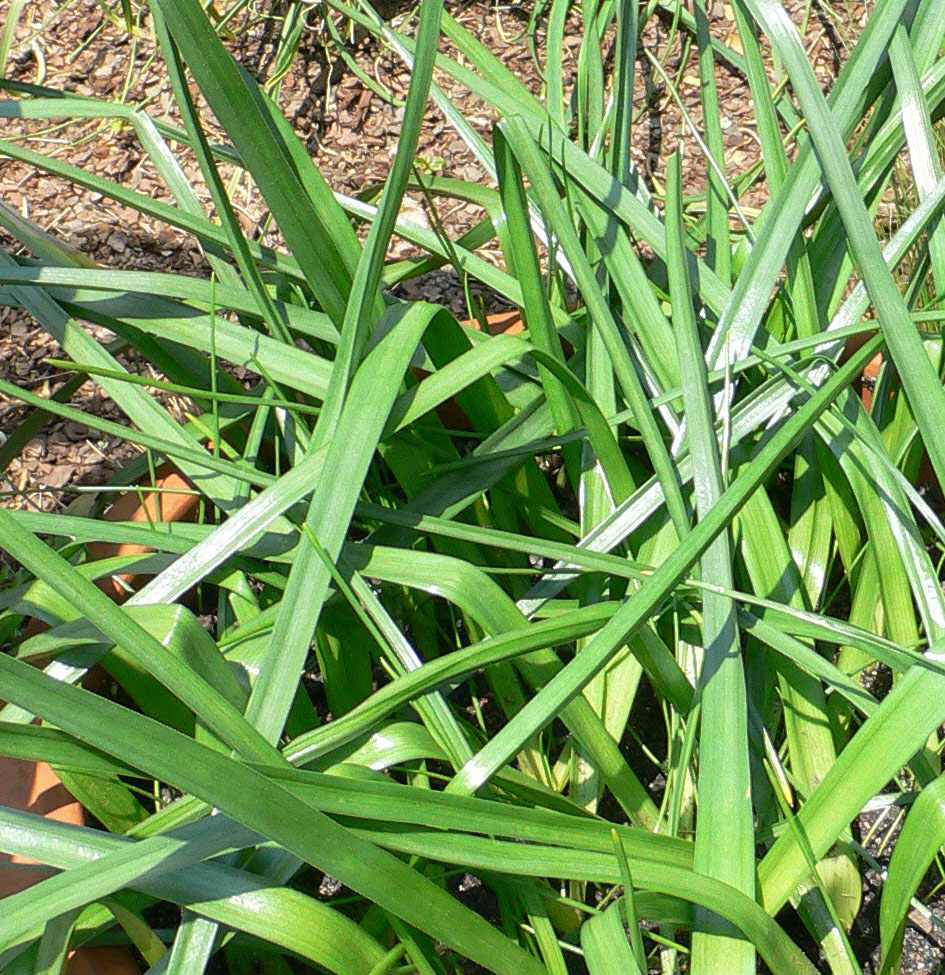
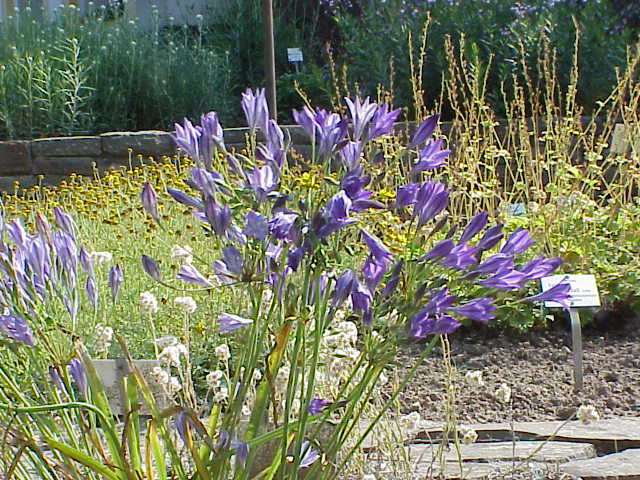
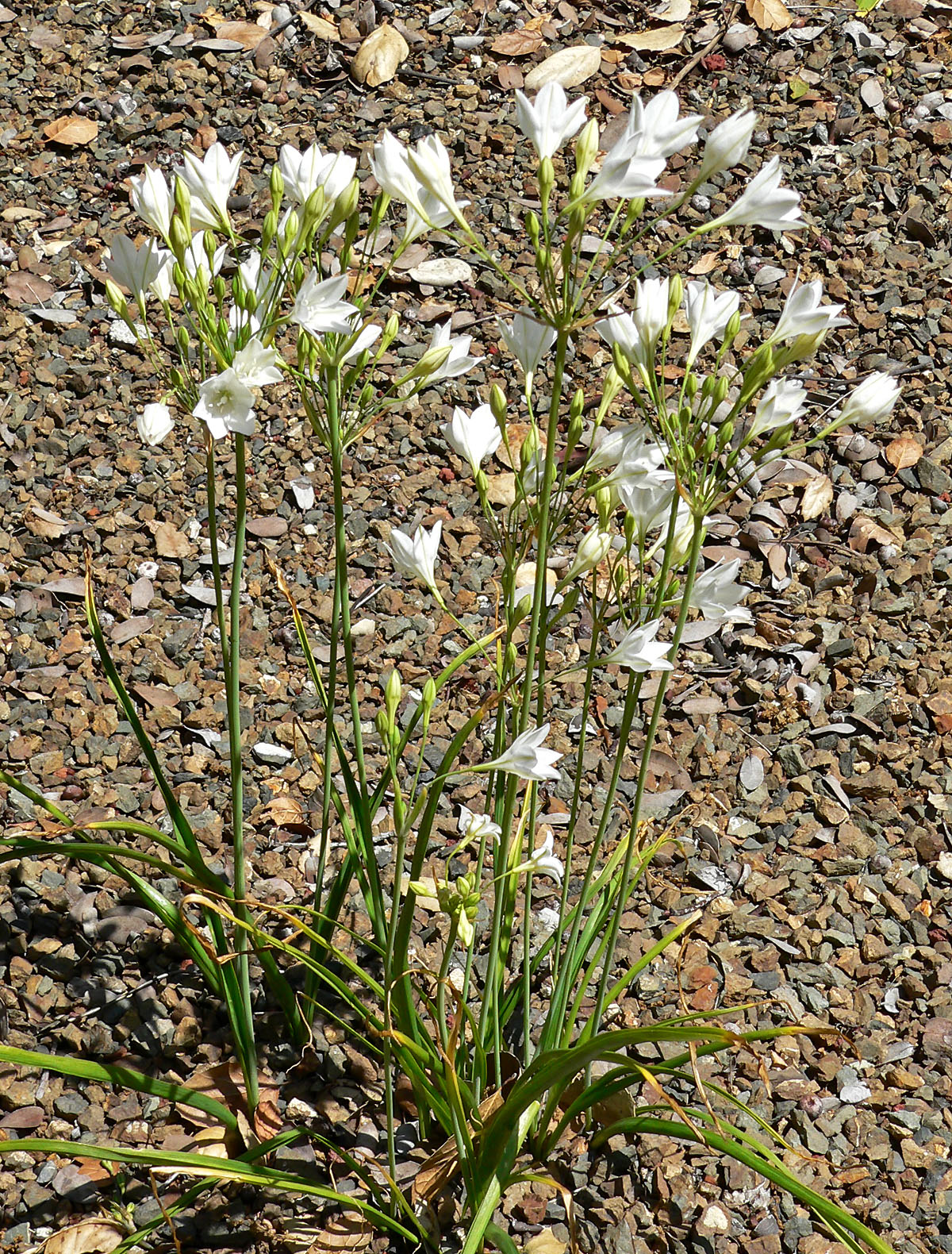
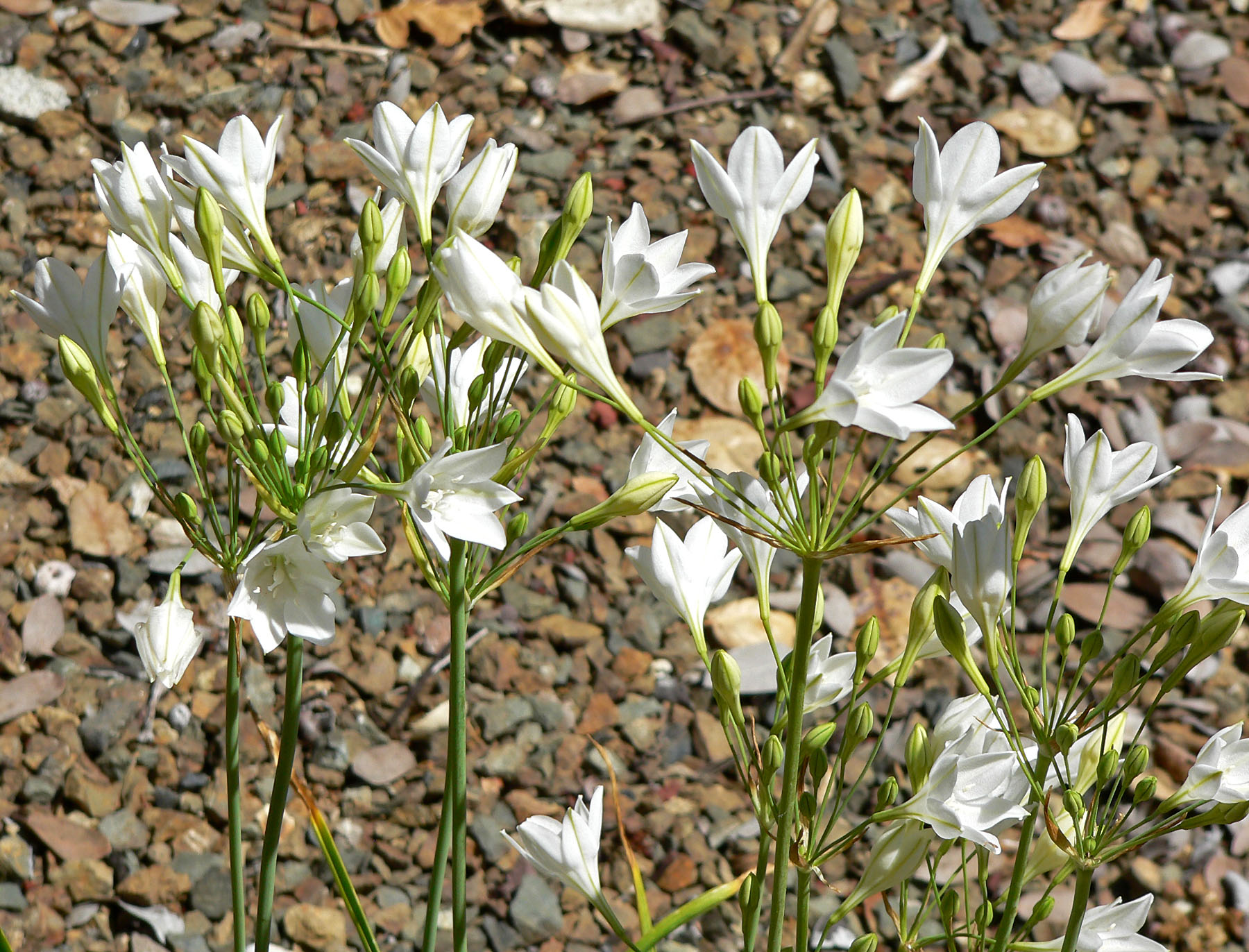
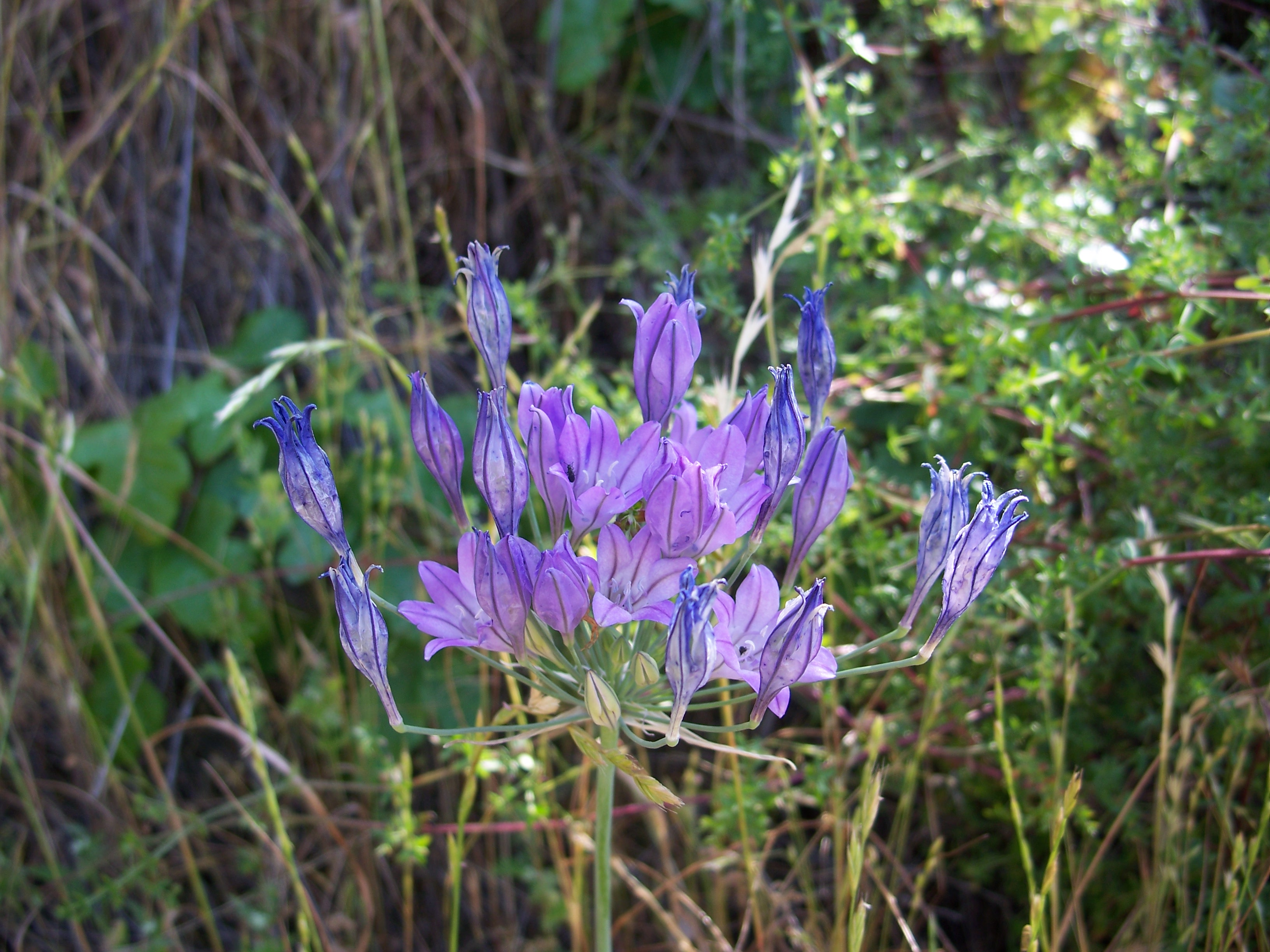
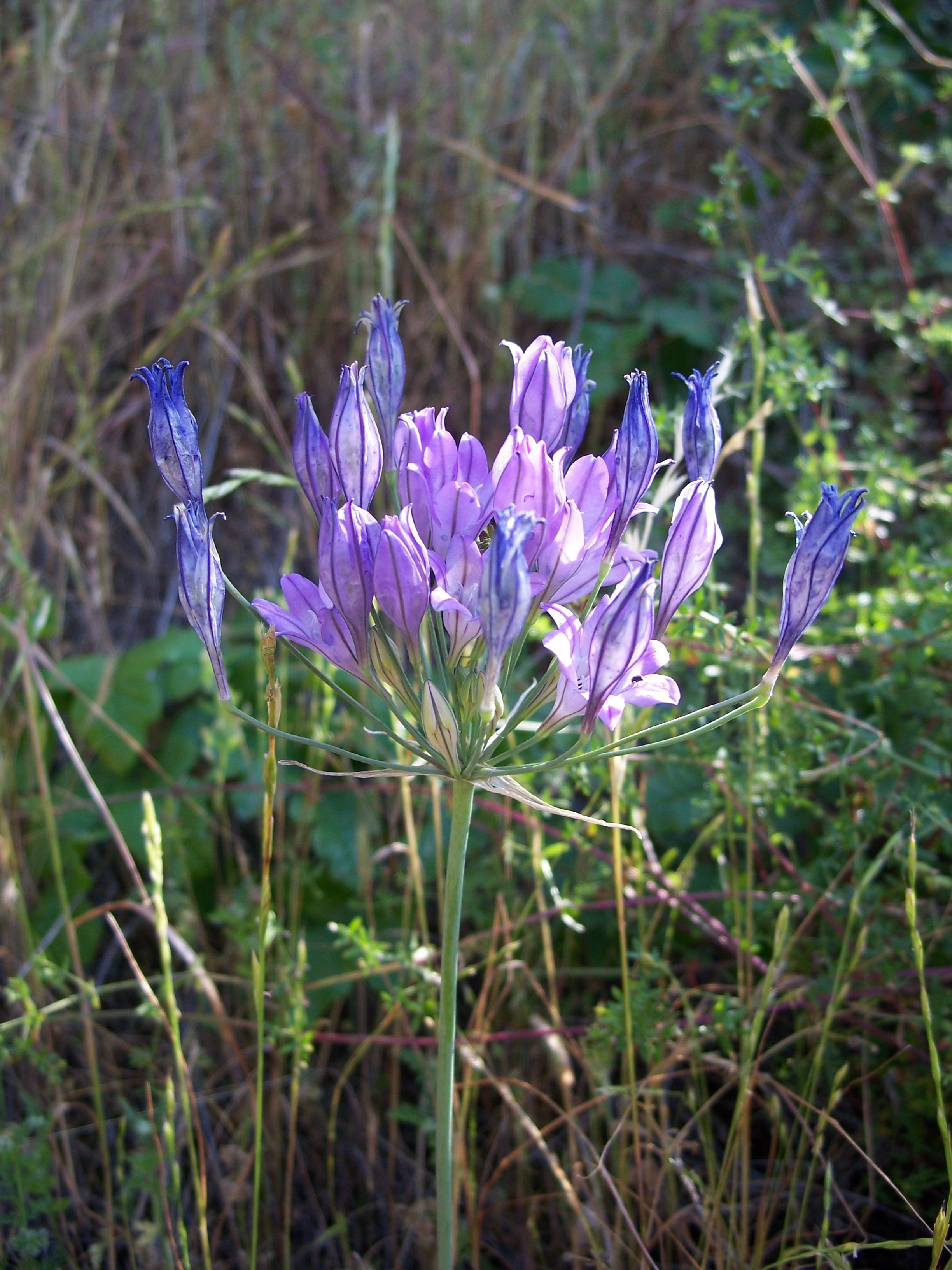